# Robert Haigh
Robert Haigh, född den 27 mars 1945 i Adelaide, Australien, är en australisk landhockeyspelare.
Han tog OS-silver i herrarnas landhockeyturnering i samband med de olympiska landhockeytävlingarna 1968 i Mexiko City.
Haigh tog därefter OS-silver igen i samband med de olympiska landhockeytävlingarna 1976 i Montréal.